# Oslo domkyrka

Oslo domkyrka (Oslo domkirke, tidigare Vår Frelsers kirke), ligger vid Stortorget i Oslo och är domkyrka i Oslo stift, Norge. Kyrkan stod klar 1697. Kyrkan har en korsformad grundplan och ett stort västtorn med kopparklädd spira från 1800-talet. Den har genomgått en rad ombyggnationer och restaureringar, så att den numera har ett helt annat utseende än då den var ny. Sedan Norges självständighet 1905 har alla tronarvingars bröllop och kungliga begravningar ägt rum i Oslo domkyrka. Domkyrkan har Norges största gravkammare med rum för 42 gravplatser; här finns en rad sarkofager för medlemmar av kända Oslofamiljer.

## Byggnation och tidig historia
Efter stadsbranden 1624 och flyttandet av staden till området omkring Akershus fick Oslo 1639 sin första domkyrka, Hellig Trefoldigheds Kirke, belägen vid stadens torg (mellan nuvarande Akersgata och Øvre Slottsgate). Denna kyrka brann 1686, och den nya kyrkan, som fick tomt utanför den nedrivna stadsmuren, började byggas 1694. Kyrkan ritades antagligen av statsrådet Jørgen Wiggers. I över 150 år var Vår Frelsers kirke den enda kyrkan i Christiania (Oslos äldre namn) bortsett från slottskyrkan på Akershus. Kyrkan bytte namn till Oslo domkirke 1950 i samband med Oslos 900-årsjubileum.
Med det låga tornet och de enkla murytorna var kyrkans exteriör anspråkslös. Den invigdes 1697 av biskop Hans Rosing. Interiören fick 1699 en praktfull altartavla och predikstol, snidade av en okänd nederländsk mästare i fyllig barockstil, som blev en förebild för träsnidare i Østlandsdalene. På 1720-talet fick kyrkan, bland annat genom gåvor av biskop Bartholomeus Deichman, en rik barockutsmyckning. Kyrkorgeln från 1729 byggdes av dansken Lambert Daniel Karstens.

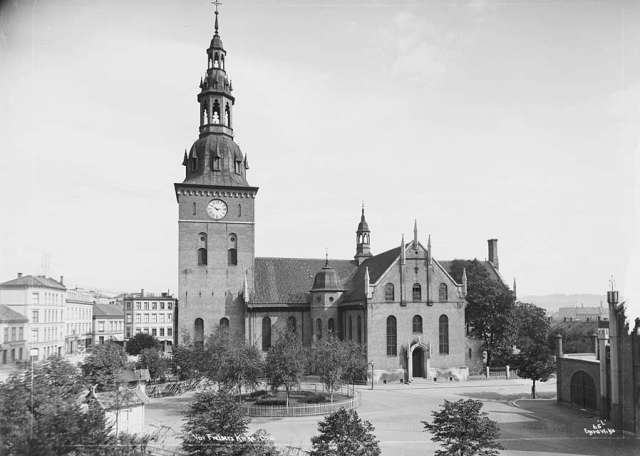
Oslo domkyrka på 1880-talet

## Renoveringar
Mycket av det gamla inventariet togs emellertid bort under första halvan av 1800-talet, och 1849-1850 genomfördes en omfattande restaurering. Interiören byggdes om i nygotisk stil; den barocka takmålningen, föreställande en himmel med moln, målades över och bara orgeln behölls. Den tyske arkitekten Alexis de Chateauneuf ledde arbetet, med arkitekten Heinrich Ernst Schirmer som byggledare. Kyrkans torn gjordes högre och försågs med en tornhuv i Kristian IV:s renässansstil.
1948-1950 restaurerades kyrkan återigen, denna gång under ledning av arkitekten Arnstein Arneberg. Ett kapell byggdes till i sydost, Chateauneufs interiör avlägsnades, och den gamla dopfunten, altartavlan och predikstolen fördes tillbaka. Taket fick nya, modernistiska målerier, utförda av Hugo Lous Mohr (1936-1950). Vid genomförandet av detta arbete tvättades all den gamla målningen bort, och ny grundfärg och målning målades på. Senare har denna nya färg börjat spricka och flagna, något som har utvecklat sig till ett betydligt konserveringsproblem. 1963 restaurerades sakristian, och rika 1700-talsdekorationer kom i dagen. På andra halvan av 1990-talet fick kyrkan en ny kororgel och huvudorgel. Huvudorgeln, byggd av Ryde & Berg Orgelbyggeri i Fredrikstad, monterades bakom den gamla barockfasaden. 2003 fick kyrkan konsertklockspel, med klockor gjutna av Olsen Nauen klokkestøperi i Tønsberg. Från 2006 stod kyrkan stängd i flera år för upputsning.

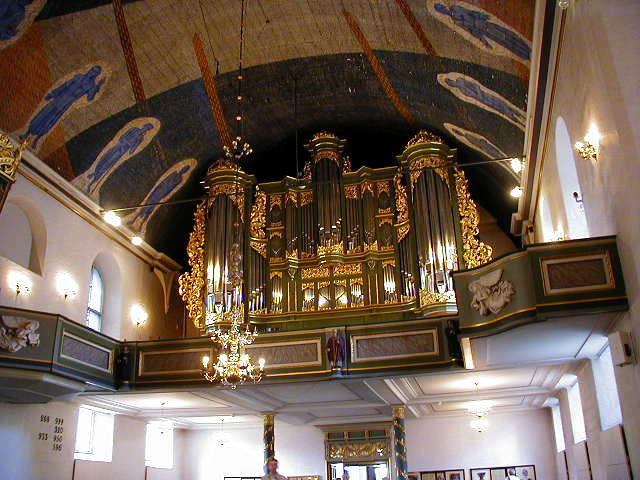
Oslo domkyrkas orgel

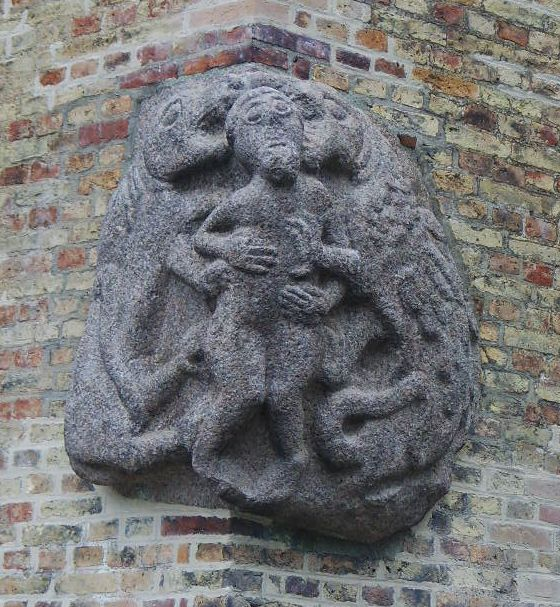
"Djävulen från Oslo"

## Konst
I tornfoten finns inmurad en romansk skulptur, kallad "Djävulen från Oslo", som ursprungligen kommer från St. Hallvardskirken. Av konstverk från nyare tid i domkyrkan kan nämnas Emanuel Vigelands glasmålningar i koret (1910-1916), västportalens bronsportar, utförda av Dagfin Werenskiold 1938, och den italienske bildhuggaren Arrigo Minerbis silverskulptur med nattvardsmotiv (1930). Lous Mohrs takdekorationer täcker en yta på cirka 1 500 m².

## Kungliga bröllop
- Kronprins Olav och prinsessan Märtha, 21 mars 1929
- Kronprins Harald och Sonja Haraldsen, 29 augusti 1968
- Kronprins Haakon och Mette-Marit Tjessem-Høiby, 25 augusti 2001

## Kungliga begravningar
- Drottning Maud, 9 december 1938
- Kronprinsessan Märtha, 21 april 1954
- Kung Håkon VII, 1 oktober 1957
- Kung Olav V, 30 januari 1991